# Heteropogon
Heteropogon és un gènere de plantes de la família de les poàcies, ordre de les poals, subclasse de les commelínides, classe de les liliòpsides, divisió dels magnoliofitins.

## Taxonomia
- H. contortus (L.) Roemer et Schultes
- H. villosus Nees

## Sinònim
Spirotheros Raf.